# Wimbledon Championships 1897
Die 21. Auflage der Wimbledon Championships fand 1897 auf dem Gelände des All England Lawn Tennis and Croquet Club an der Worple Road statt. Bei den Herren errang Reginald Doherty seinen ersten von vier Titeln in Folge. Das Teilnehmerfeld im All-Comers-Turnier umfasste bei den Herren 31, bei den Damen sieben Spieler.

## Herreneinzel
In der Challenge Round besiegte Reginald Doherty den Titelverteidiger Harold Mahony in drei Sätzen.

## Dameneinzel
Blanche Bingley-Hillyard errang durch einen Sieg in der Challenge Round über Charlotte Cooper ihren vierten Titel.

## Herrendoppel

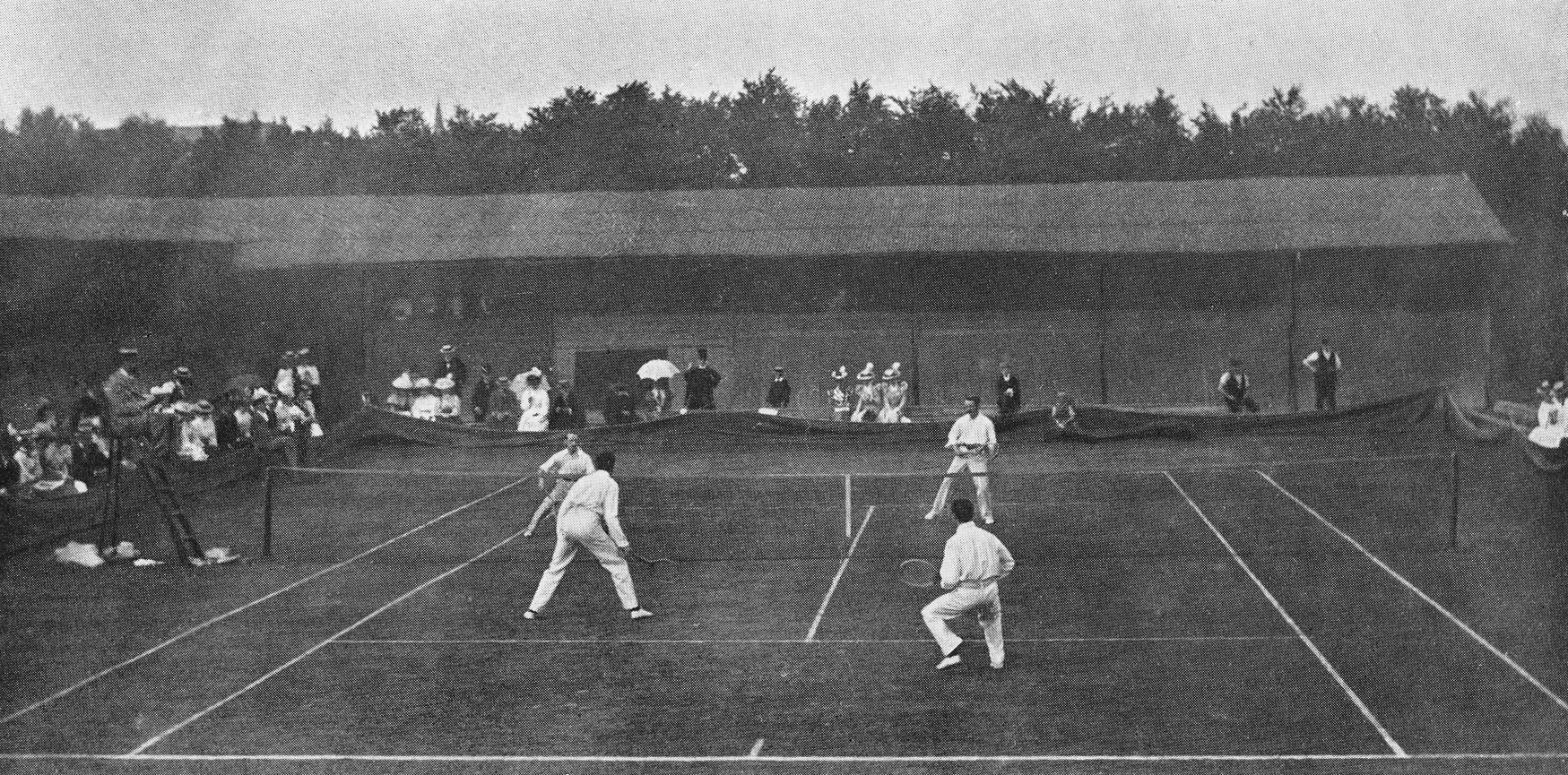
Challenge Round im Doppel, vorne Reginald (li.) und Laurence Doherty, hinten Herbert (li.) und Wilfred Baddeley

Die Brüder Reginald und Laurence Doherty besiegten Herbert und Wilfred Baddeley in der Challenge Round mit  6:4, 4:6, 8:6 und 6:4.